# 레비나
레비나(Levina, 1991년 5월 1일 ~ )는 독일의 싱어송라이터이다. 유로비전 송 콘테스트 2017에서 독일 대표로 참가했다.

## 음반 목록
- Unexpected (2017)